# Cathédrale Notre-Dame-de-Grâce de São Tomé
Cette  cathédrale n’est pas la seule cathédrale Notre-Dame-de-Grâce.
La cathédrale Notre-Dame-de-Grâce de São Tomé (en portugais : Sé Catedral de Nossa Senhora da Graça) est une cathédrale située dans la ville de São Tomé à Sao Tomé-et-Principe. C'est la cathédrale du diocèse catholique romain de Sao Tomé-et-Principe. Elle se trouve sur la place du peuple (praça do Povo) dans le centre-ville, à proximité du palais présidentiel.

## Construction
Une chapelle dédiée à la Vierge, bâtie de pierres et de chaux, est construite à la fin du XVe siècle sous le capitaine Álvaro de Caminha près de son emplacement actuel, mais elle est détruite peu après par des pirates, puis reconstruite en 1505. L'église, siège du diocèse, est élevée à la dignité de cathédrale en 1534. À nouveau détruite, elle est reconstruite entre 1576 et 1578 sous le règne du roi Sébastien Ier. Elle était en mauvais état en 1784 et le frontispice été cassé, mais elle fut reconstruite à l'initiative de la population locale en 1814. La dernière modification a été faite en 1956 quand la cathédrale a été rénovée dans un style revivaliste avec la façade principale de style néo-roman.

## Intérieur
L'architecture intérieure actuelle de la cathédrale date de 1937 : linteaux des portes et fenêtres redessinés en arcades romaines, trois nefs séparées par trois rangées de colonnes, chœur en béton armé. Les décorations sont plus récentes. C'est le cas de la fresque d'azulejos blancs et bleus représentant la Sainte Trinité, entourée d'anges en adoration, également de celle représentant le baptême du Christ dans un baptistère clôturé par une grille. En 1957 l'église est dotée de bas-reliefs mettant en scène les stations du chemin de croix. En 1970 une frise d'azulejos est ajoutée le long des murs.

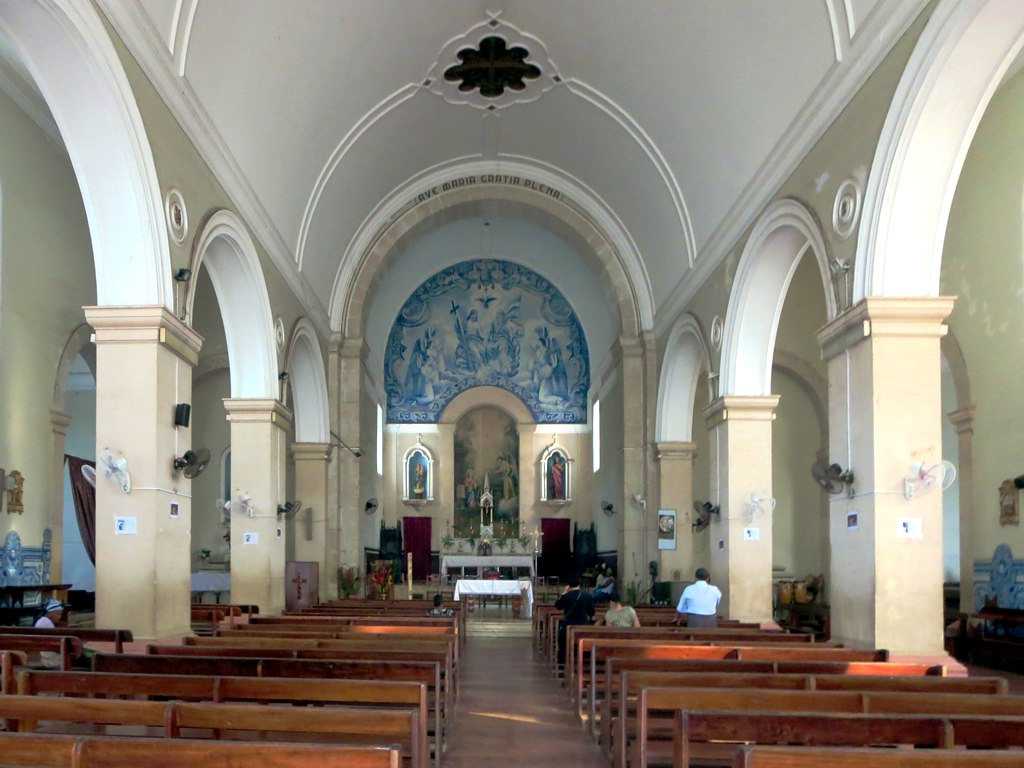
Nef centrale.
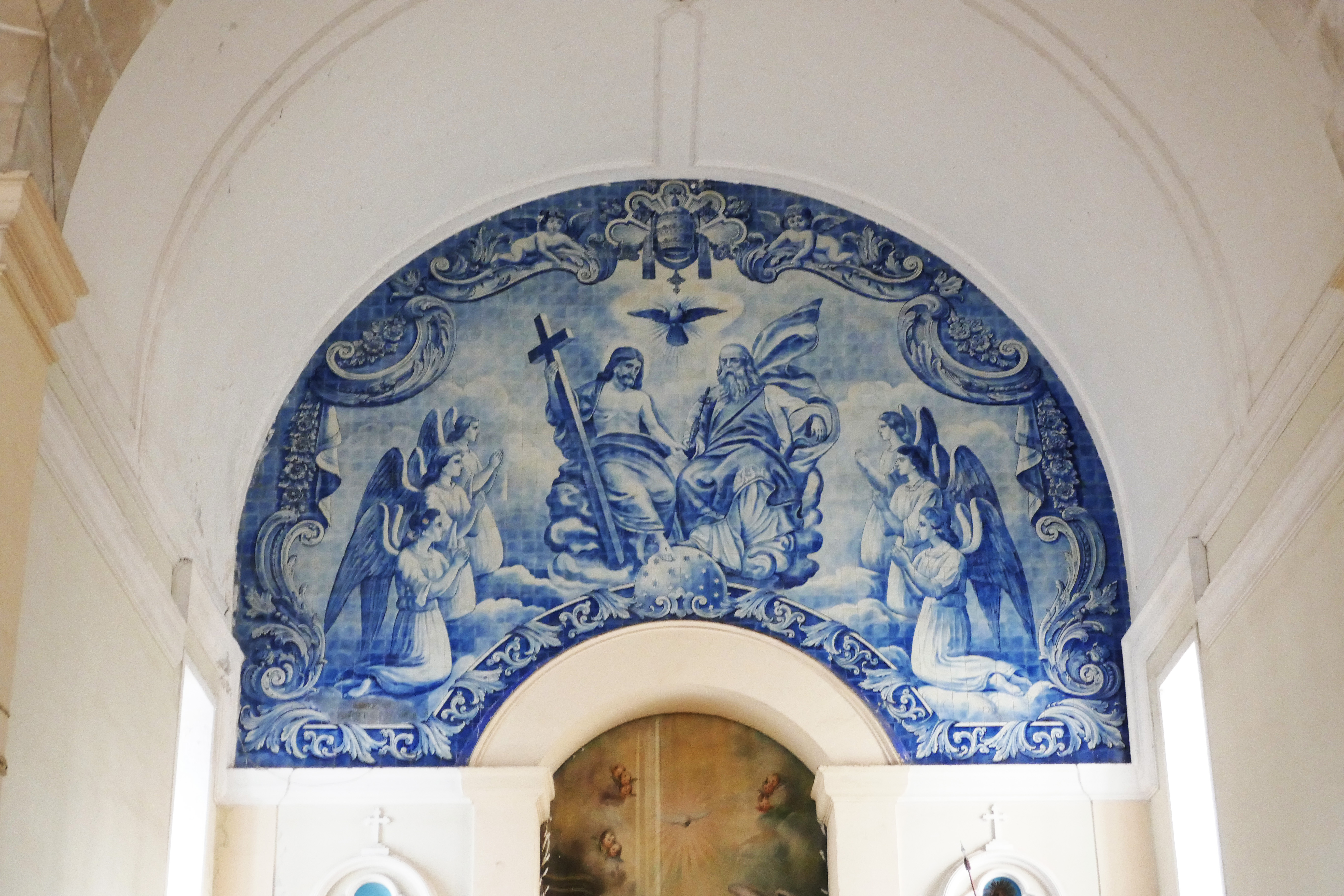
La Sainte Trinité entourée d'anges.
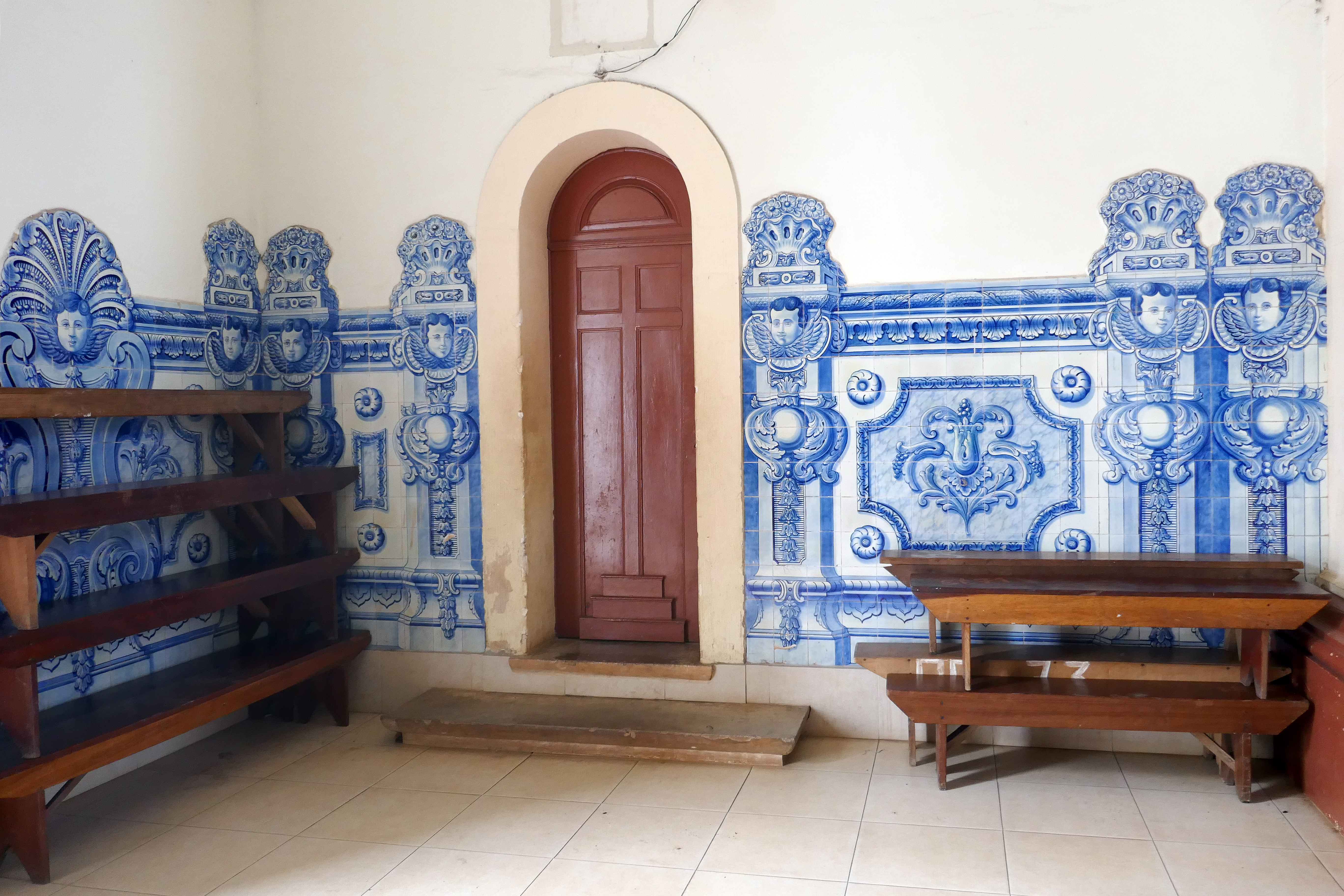
Frise d'azulejos.
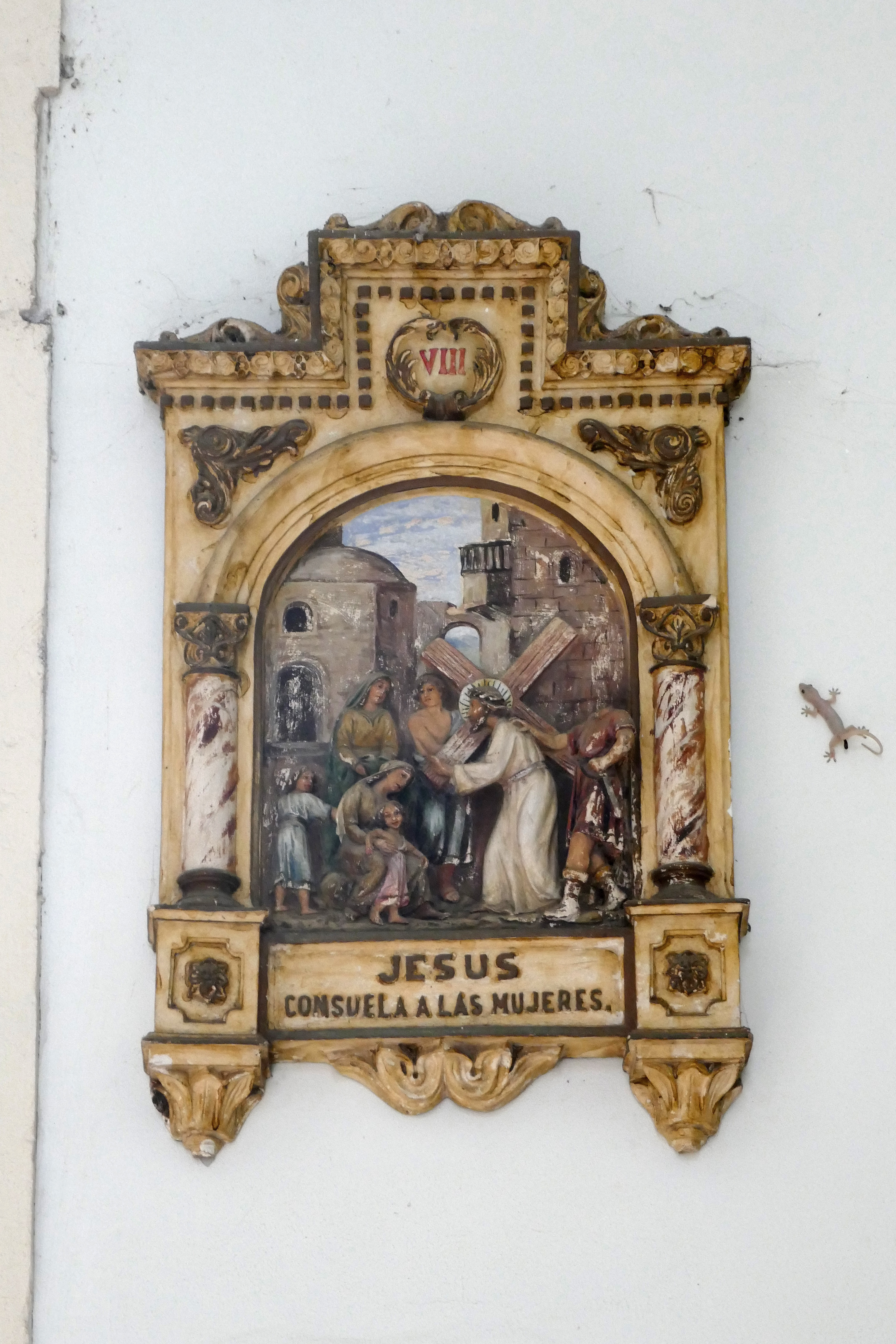
Chemin de croix (VIII).